# Begraafplaats van Vimy
De Begraafplaats van Vimy is een gemeentelijke begraafplaats in de Franse gemeente Vimy (Pas-de-Calais). De begraafplaats ligt 860 m ten zuidoosten van het gemeentehuis van Vimy, op de grens met Farbus langs de Rue de l'Égalité.

## Britse oorlogsgraven
Op de begraafplaats ligt in het zuidoostelijke deel een perk met 34 Britse militaire graven uit de Eerste Wereldoorlog. De meeste onder hen sneuvelden als gevolg van de strijd om de verovering van de Vimy heuvelrug (Vimy Ridge) in april en mei 1917.
Er liggen 15 Britten en 19 Canadezen begraven. Hun graven worden onderhouden door de Commonwealth War Graves Commission en zijn daar geregistreerd onder Vimy Communal Cemetery.

### Onderscheiden militairen
- George Douglas Ferguson, kapitein bij het Royal Army Medical Corps werd onderscheiden met de Distinguished Service Order (DSO).
- Cecil Victor Perry, onderluitenant bij de Royal Field Artillery, werd onderscheiden met het Military Cross (MC).
- soldaat Alexander Morrison Dick ontving de Military Medal (MM).

Er ligt ook 1 medewerker van de CWGC begraven die overleed op 21 september 1954.